# Friedrich-Wilhelm Evers
Friedrich-Wilhelm Evers (* 22. April 1914 in Süpplingen, Kreis Helmstedt; † 27. August 2003 ebenda) war ein deutscher Politiker (CDU).

## Leben
Zum 1. September 1932 trat er der NSDAP bei (Mitgliedsnummer 1.285.137). 1933 legte Evers sein Abitur ab und begann anschließend seine Tätigkeit als Berufsoffizier, zum Juli 1934 verließ er die NSDAP. Zuletzt war er im Rang eines Majors als Bataillonskommandeur im Deutschen Afrikakorps tätig. Im Zweiten Weltkrieg wurde er in der Sowjetunion schwer verwundet. Nach dem Krieg geriet er drei Jahre lang in amerikanische Kriegsgefangenschaft. Nach seiner Entlassung aus der Gefangenschaft schulte er in einen Bauberuf um und legte 1951 seine Maurermeisterprüfung ab. In den folgenden Jahren baute er sich ein Baugeschäft auf. Nebenher bewirtschaftete er zwischen 1951 und 1974 den väterlichen landwirtschaftlichen Betrieb.
Evers wurde CDU-Mitglied und Mitglied im geschäftsführenden Vorstand des CDU-Kreisverbandes in Helmstedt. Er wurde ferner als Beisitzer Mitglied des Beirates der Braunschweigischen Landessparkasse. Seit 1952 war er Ratsherr und wurde von 1956 bis 1976 zum Bürgermeister der Gemeinde Süpplingen gewählt. Seit 1970 war er zudem Ratsherr sowie zwischen 1970 und 1976 Bürgermeister der Samtgemeinde Nord-Elm. Bereits im Jahr 1966 wurde er Abgeordneter des Kreistages und bekleidete seit dem Jahr 1972 das Amt des Landrates des Landkreises Helmstedt. Über einen Zeitraum von drei Jahren war er Mitglied der Verbandsversammlung des Verbandes für den Großraum Braunschweig. Evers war Mitglied in mehreren verschiedenen Ausschüssen des Niedersächsischen Landkreistages.
Evers wurde zum Mitglied des Niedersächsischen Landtages der neunten und zehnten Wahlperiode vom 21. Juni 1978 bis 20. Juni 1986 gewählt.

## Auszeichnungen
- Verdienstkreuz am Bande des Verdienstordens der Bundesrepublik Deutschland
- 1984: Verdienstkreuz 1. Klasse des Verdienstordens der Bundesrepublik Deutschland